# Boy Ecury

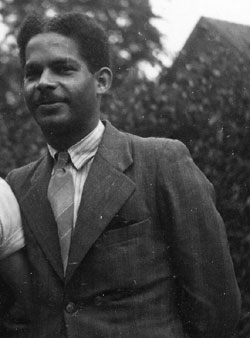
Boy Ecury

Segundo Jorge Adelberto „Boy“ Ecury (* 23. April 1922 in Oranjestad; † 6. November 1944 in Den Haag) war ein niederländischer Widerstandskämpfer gegen die deutsche Besatzung während des Zweiten Weltkriegs.

## Jugend und Ausbildung
Boy Ecury wurde als siebtes von 13 Kindern einer angesehenen, katholischen Familie auf Aruba geboren; sein Vater war der wohlhabende Geschäftsmann Dundun Ecury. Sie lebten in einer Villa bekannt als das Grüne Haus. 1937 reiste der Sohn in Begleitung des Vaters und zweier Geschwister in die Niederlande, um am Instituut Saint-Louis in Oudenbosch sein Handelsdiplom zu erlangen. Dort wurde er und seine Geschwister – eine weitere Schwester kam später nach – mit Rassismus konfrontiert: Viele Niederländer hatten noch nie farbige Menschen gesehen und es war auch nicht bekannt, dass Bewohner von Aruba niederländische Mitbürger sind: Boy wurde angestarrt, gehänselt und auch als „Neger“ beschimpft.

## Aktivitäten im Widerstand
Während der Besatzung der Niederlande durch die Deutschen betätigte sich Ecury ab 1940 gemeinsam mit Freunden, darunter Luis de Lannoy und Delfincio Navarro aus Curaçao, unter dem Namen Max Ernst aktiv im Widerstand. Die jungen Männer kommunizierten per Brief auf Papiamentu und planten gemeinsam Anschläge mit Brandbomben auf deutsche Lastwagen, ließen Züge entgleisen, halfen in Tilburg untergetauchten Menschen sowie alliierten Piloten und verübten weitere Anschläge für Widerstandsgruppen in Den Haag. 1942 tauchte Ecury unter und lebte unter verschiedenen Adressen in Delft sowie Rotterdam und wurde schließlich in Oisterwijk Mitglied einer Widerstandsgruppe. Nachdem sein Freund De Lannoy verraten und am 10. Februar 1944 inhaftiert worden war, versuchte Ecury ihn zu befreien, was aber misslang. Da Ecury im kleinen Oisterwijk durch seine Hautfarbe auffiel, schloss er sich Ende 1944 einer Widerstandsgruppe in Den Haag an, wo er Aktionen plante und vorbereitete, darunter die Tötung eines Mitgliedes der faschistischen NSB.
Nachdem Boy Ecury am Sonntag, 5. November 1944, in der Kathedrale von Rotterdam eine Messe besucht hatte, wurde er verhaftet, genau vor dem Gebäude des Sicherheitsdienstes. Ecury selbst hatte bereits eine Vorahnung gehabt und seinen zwei Schwestern, die sich in Voorburg aufhielten, im September einen Abschiedsbrief für die Eltern überbracht. Die Schwestern hatten versucht, ihn von weiteren Aktionen abzuhalten, doch er soll geantwortet haben: „Wer soll es machen, wenn nicht ich. Ich bin von niemandem abhängig.“ Wahrscheinlich wurde er von einem Bekannten aus dem Widerstand, Kees Bitter, verraten. Möglich ist aber auch, dass er erkannt wurde. Noch am selben Tag wurde er in das Gefängnis Oranjehotel nach Scheveningen gebracht und am Tag darauf im Alter von 22 Jahren gemeinsam mit sieben weiteren Widerstandskämpfern auf der Waalsdorpervlakte hingerichtet.

## Erinnerung

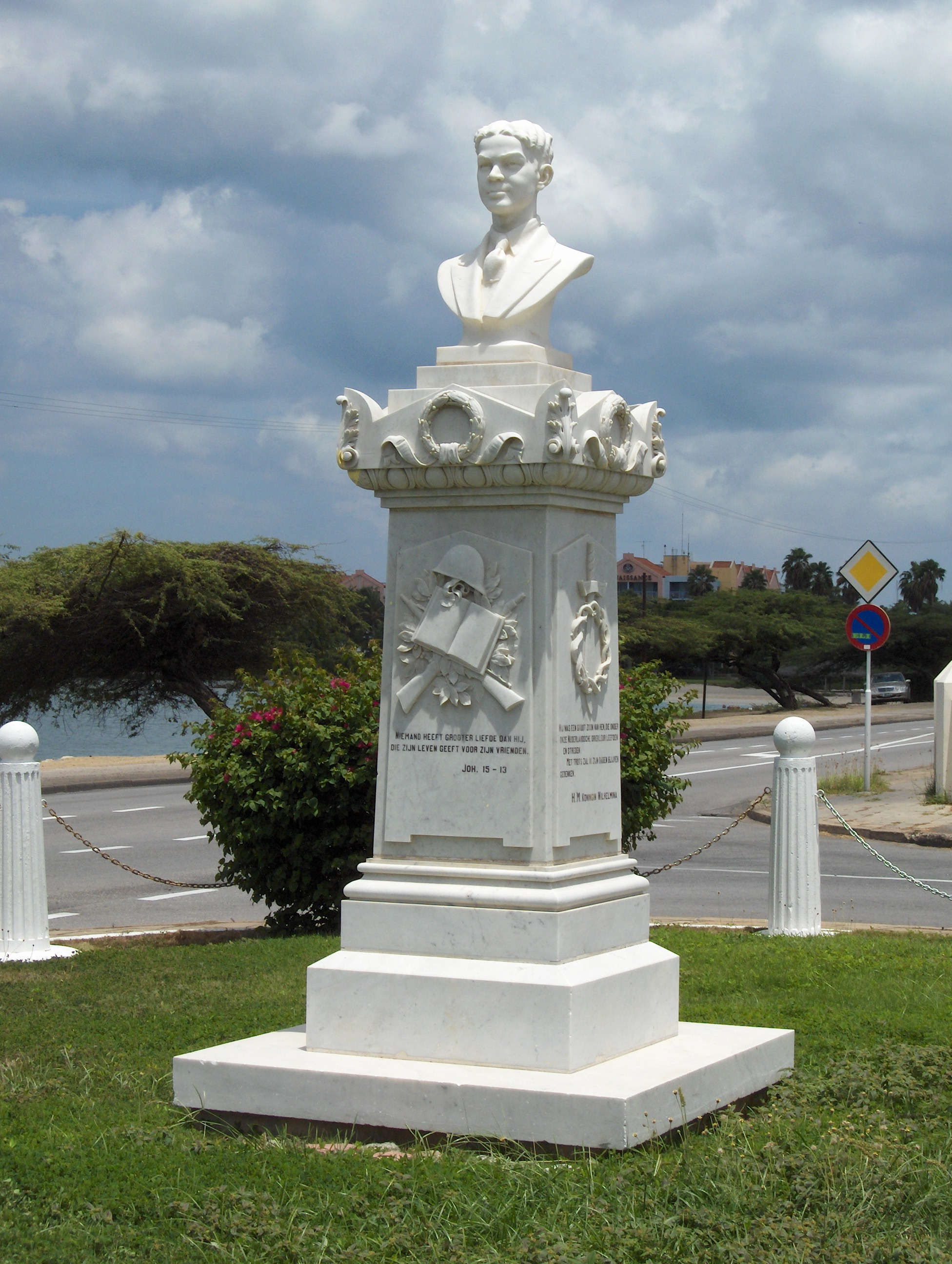
Denkmal für Boy Ecury in Oranjestad

1947 wurden Ecurys sterbliche Überreste mit militärischen Ehren auf Aruba in einem prächtigen Marmorgrab beerdigt. Im November 1949 wurde auf Curaçao eine Straße nach Boy Ecury benannt und auf dem Lloyd G. Smith Boulevard in Oranjestad auf Aruba ein Denkmal von ihm enthüllt. Im Kriegsmuseum von Oranjestad ist ein Teil der Ausstellung ihm gewidmet. 1984 wurde Ecury posthum das Verzetsherdenkingskruis verliehen. 2002 gab Aruba eine Briefmarkenserie zu seinen Ehren heraus. 2010 wurde auch in Oisterwijk eine Straße nach ihm benannt. Im ehemaligen Haus der Familie Ecury befindet sich zudem heute das Archäologische Museum Arubas.
Sein Neffe, der Filmemacher Ted Schouten, drehte eine Filmdokumentation über seinen Onkel und schrieb ein Buch über ihn, das 1985 erstmals erschien und von der Regierung von Aruba herausgegeben wurde: Boy Ecury, een Antilliaanse jongen in het verzet. 2003 drehte er gemeinsam mit Frans Weisz einen Spielfilm über Boy Ecury.

## Bücher und Filme
- Boy Ecury, een Antilliaanse jongen in het verzet, Ted Schouten, ISBN 90-5730-242-X, Walburg Pers, 1985.
- Boy Ecury, een Antilliaanse jongen in het verzet, Filmdokumentation von Ted Schouten, 1985.
- Boy Ecury, Spielfilm, Regisseur Frans Weisz, 2003. Goldenes Kalb 2003.[6]